# Клерк, Роб
Роб Клерк (нидерл. Rob Clerc; р. 9 августа 1955) — нидерландский шашист и шашечный тренер, международный гроссмейстер. Призёр чемпионатов мира и Европы по международным шашкам и Кубка Конфедерации, обладатель Кубка мира 1988 года в составе сборной Нидерландов, многократный чемпион Нидерландов.

## Игровая карьера
В 1973 году, в 17 лет, Роб Клерк разделил с Хансом Янсеном первое место на юношеском чемпионате Нидерландов по международным шашкам, а в конце того же года уже выиграл у себя на родине в Амстердаме чемпионат мира среди юношей, опередив советских представителей Александра Новикова и Михаила Кореневского. На своём первом чемпионате Нидерландов среди взрослых в 1975 году он занял второе место, пропустив вперёд лишь более опытного Харма Вирсму, а год спустя на своём первом взрослом чемпионате мира разделил второе-третье места с экс-чемпионом мира Вячеславом Щёголевым, отдав первую позицию всё тому же Вирсме, обыгравшему их обоих в личных встречах.
Главные успехи Клерка пришлись на первую половину 80-х годов. Именно в 1980 году он впервые становится чемпионом Нидерландов среди взрослых, победив в марафонском дополнительном матче Яннеса ван дер Вала, а два года спустя уже выигрывает национальное первенство вчистую, правда, в отсутствие Вирсмы и Тона Сейбрандса. На чемпионате мира в Сан-Паулу, где не участвовали советские шашисты, он в борьбе с другими нидерландцами занял второе место, а через год в турнире VOLMAC-Trofee, позднее получившем статус чемпионата мира, разделил третье место с Анатолием Гантваргом. На следующий год в Дакаре он вновь финишировал вторым — после Гантварга, получив право на будущий год встретиться с ним в матче за мировую корону. Матч из 20 партий проходил в нескольких городах Нидерландов и закончился с минимальным преимуществом Гантварга, отстоявшего чемпионское звание.
В 1987 году Клерк впервые в карьере стал призёром чемпионата Европы, разделив третье место на турнире в Москве. В 1988 году он в составе сборной Нидерландов выиграл командный Кубок мира в Каннах, в последнем решающем матче с командой СССР обыграв на первой доске Алексея Чижова. В середине 90-х годов ему удалось добавить к своей коллекции медалей ещё три, причём и на чемпионате Европы 1992 года, и на чемпионате мира 1996 года он показывал одинаковый результат с победителями — Гунтисом Валнерисом и Алексеем Чижовым, — но ему так и не было суждено стать ни чемпионом мира, ни чемпионом Европы. На протяжении этого десятилетия он постоянно оставался одним из лидеров нидерландских шашек, завоевав чемпионские титулы в 1990, 1991, 1999 и 2000 годах.
В 2001 году на чемпионате мира, проходившем в Москве, Клерк завоевал свою последнюю медаль мировых первенств в классической программе, разделив третье место с соотечественииком Йоханом Крайенбринком. В 2005 году на чемпионате мира по блицу, проходившем в Схидаме, 50-летний Клерк занял третье место из десяти участников, обыграв Анатолия Гантварга и пропустив вперёд только двоих лидеров мировых шашек — Александра Георгиева и Александра Шварцмана. Два года спустя он помог своему клубу Van Stigt Thans завоевать «бронзу» в Кубке Конфедерации.

## Участие в чемпионатах мира и Европы

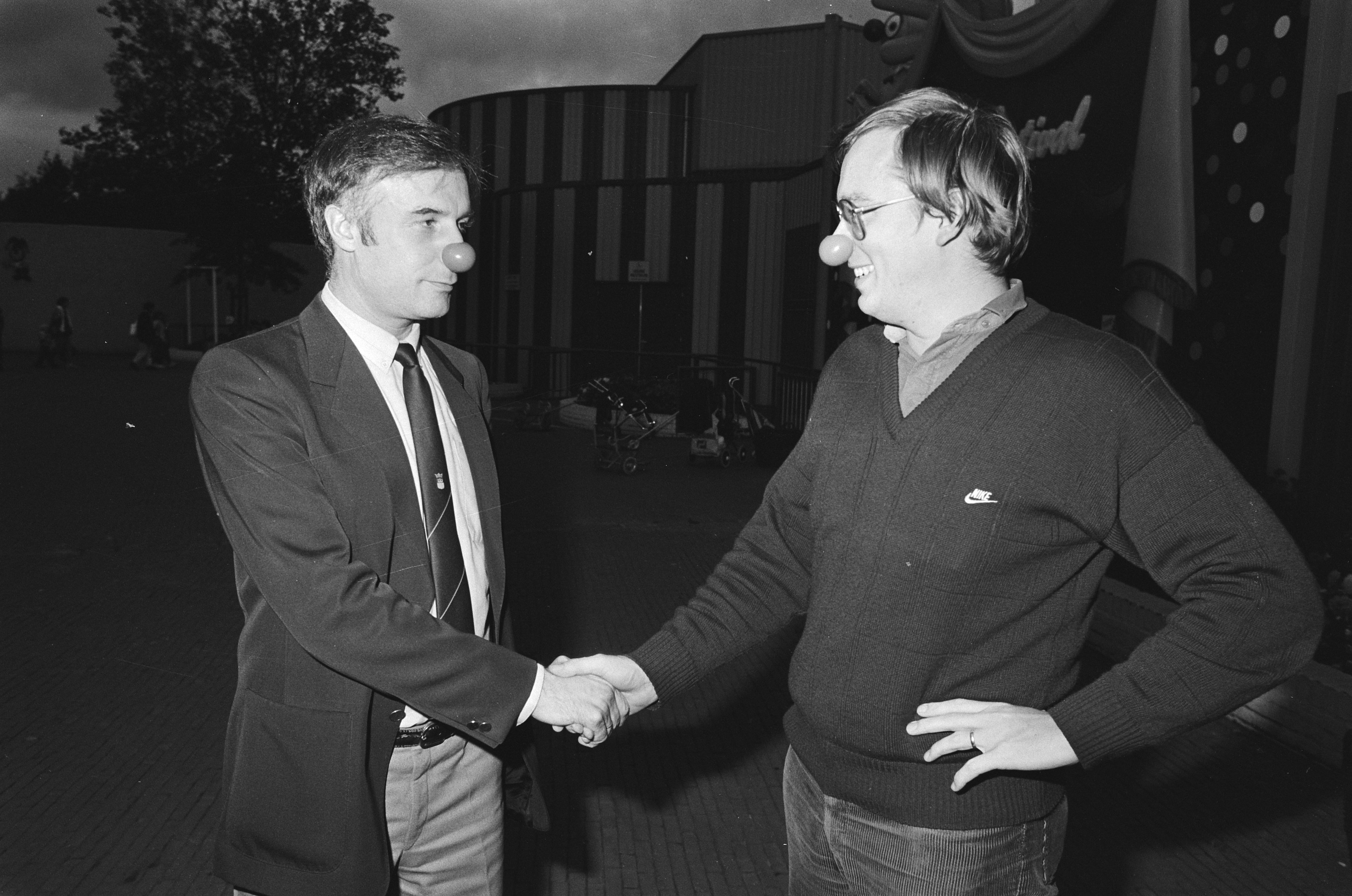
Анатолий Гантварг и Роб Клерк (1985)

| Год  | Уровень | Место проведения | Турнир/матч          | Результат | Место    |
| ---- | ------- | ---------------- | -------------------- | --------- | -------- |
| 1976 | ЧМ      | Амстердам        | Турнир               | +11=5-1   | 2-3      |
| 1978 | ЧМ      | Арко             | Турнир               | +2=7-0    | 5-6      |
| 1980 | ЧМ      | Бамако           | Турнир               | +3=18-0   | 10       |
| 1982 | ЧМ      | Сан-Паулу        | Турнир               | +7=5-1    | 2        |
| 1983 | ЧМ      | Амстердам        | Турнир               | +2=12-0   | 3-4      |
| 1984 | ЧМ      | Дакар            | Турнир               | +6=13-0   | 2        |
| 1985 | ЧМ      | Нидерланды       | Матч с А. Гантваргом | +1=17-2   | 2        |
| 1986 | ЧМ      | Гронинген        | Турнир               | +5=14-0   | 4        |
| 1987 | ЧЕ      | Москва           | Турнир               | +8=5-0    | 3-4      |
| 1988 | ЧМ      | Парамарибо       | Турнир               | +6=12-1   | 6-8      |
| 1990 | ЧМ      | Амерсфорт        | Турнир               | +5=12-2   | 8        |
| 1992 | ЧE      | Партене          | Турнир               | +10=9-0   | 2        |
| 1992 | ЧМ      | Тулон            | Турнир               | +9=13-1   | 2-5      |
| 1994 | ЧМ      | Гаага            | Турнир               | +4=13-2   | 10       |
| 1996 | ЧМ      | Абиджан          | Турнир               | +4=7-0    | 2        |
| 1999 | ЧЕ      | Хогезанд         | Турнир               | +2=11-2   | 7-9      |
| 2001 | ЧМ      | Москва           | Турнир               | +4=12-0   | 3-4      |
| 2002 | ЧE      | Домбург          | Турнир (олимп.)      | +5=13-1   | 8        |
| 2003 | ЧМ      | Нидерланды       | Турнир               | +3=16-0   | 6-7      |
| 2005 | ЧМ      | Амстердам        | Турнир               | +1=6-2    | группа С |

1. ↑  Турнир VOLMAC-trofee получил статус чемпионата мира последующим решением ФМЖД
2. ↑  Разделил 1-2 места после кругового турнира, уступил по дополнительным показателям  Гунтису Валнерису
3. ↑  Разделил 1-2 места после кругового турнира, проиграл  А. Чижову в дополнительном матче

## Тренерская работа
Получив тренерскую лицензию Федерации шашек Нидерландов, уже в декабре 2006 года Клерк сопровождал в качестве тренера команду Нидерландов на чемпионате мира среди сборных в Дакаре. Он также тренировал сборную на Всемирных интеллектуальных играх 2011 года. Одним из его подопечных является молодой гроссмейстер Рул Бомстра. Отыграв много лет за клуб Van Stigt Thans, в 2009 году Клерк занял должность тренера и капитана этой команды.